# Campeonato Europeo de Mistral
El Campeonato Europeo de Mistral fue la máxima competición de la clase de vela mistral a nivel europeo. Se realizó anualmente de 1993 a 2006 bajo la organización de la Federación Europea de Vela (EUROSAF). Este tipo de embarcación fue una clase olímpica en tres Juegos Olímpicos: Sídney 2000, Atenas 2004 y Pekín 2008.
En estos campeonatos estaba permitida la participación de regatistas de otros continentes.

## Palmarés

### Masculino
| N.º  | Año  | Sede                         | Oro                              | Plata                            | Bronce                         |
| ---- | ---- | ---------------------------- | -------------------------------- | -------------------------------- | ------------------------------ |
| I    | 1993 | Nieuwpoort · ( Bélgica)      | Amit Inbar Israel                | Bruce Kendall Nueva Zelanda      | Nikólaos Kaklamanakis · Grecia |
| II   | 1994 | Heraclión · ( Grecia)        | Nikólaos Kaklamanakis · Grecia   | Riccardo Giordano · Italia       | Christoph Sieber · Austria     |
| III  | 1995 | Sandown ( Reino Unido)       | Matthias Bornhäuser · Alemania   | Gal Fridman Israel               | Nikólaos Kaklamanakis · Grecia |
| IV   | 1996 | Niza ( Francia)              | João Rodrigues Portugal          | Marcos Galván Argentina          | Anthony Philp Fiyi             |
| V    | 1997 | Murcia · ( España)           | João Rodrigues Portugal          | Mirosław Małek · Polonia         | Gal Fridman Israel             |
| VI   | 1998 | Maratón · ( Grecia)          | Amit Inbar Israel                | João Rodrigues Portugal          | Nikólaos Kaklamanakis · Grecia |
| VII  | 1999 | Puck · ( Polonia)            | Alexandre Guyader Francia        | Julien Bontemps Francia          | Jorge Maciel Andrés · España   |
| VIII | 2000 | Cádiz · ( España)            | Alexandre Guyader Francia        | Amit Inbar Israel                | Julien Bontemps Francia        |
| IX   | 2001 | Marsella ( Francia)          | Julien Bontemps Francia          | Przemysław Miarczyński · Polonia | Gal Fridman Israel             |
| X    | 2002 | Neusiedl am See · ( Austria) | Alexandre Guyader Francia        | Gal Fridman Israel               | Nicolas Beudou Francia         |
| XI   | 2003 | Palermo · ( Italia)          | Julien Bontemps Francia          | Nicolas Beudou Francia           | João Rodrigues Portugal        |
| XII  | 2004 | Sopot · ( Polonia)           | Przemysław Miarczyński · Polonia | Julien Bontemps Francia          | Nicolas Huguet Francia         |
| XIII | 2005 | Palermo · ( Italia)          | Nicolas Huguet Francia           | Andreas Kariolu Chipre           | Iván Pastor · España           |
| XIV  | 2006 | Palermo · ( Italia)          | Marco Casagrande · Italia        | Omri Hazor Israel                | Shlomi Ayubi Israel            |

### Femenino
| N.º  | Año  | Sede                         | Oro                         | Plata                          | Bronce                         |
| ---- | ---- | ---------------------------- | --------------------------- | ------------------------------ | ------------------------------ |
| I    | 1993 | Nieuwpoort · ( Bélgica)      | Lee Lai Shan Hong Kong      | Joanna Burzyńska · Polonia     | Maud Herbert Francia           |
| II   | 1994 | Heraclión · ( Grecia)        | Lee Lai Shan Hong Kong      | Dorien de Vries · Países Bajos | Jayne Fenner Estados Unidos    |
| III  | 1995 | Sandown ( Reino Unido)       | Justine Gardahaut Francia   | Anne François Francia          | Dorien de Vries · Países Bajos |
| IV   | 1996 | Niza ( Francia)              | Agata Pokorowska · Polonia  | Maud Herbert Francia           | Natasha Sturges Australia      |
| V    | 1997 | Murcia · ( España)           | Alessandra Sensini · Italia | Justine Gardahaut Francia      | Faustine Merret Francia        |
| VI   | 1998 | Maratón · ( Grecia)          | Maud Herbert Francia        | Alessandra Sensini · Italia    | Sandrine Nuvolone Francia      |
| VII  | 1999 | Puck · ( Polonia)            | Lise Vidal Francia          | Faustine Merret Francia        | Alessandra Sensini · Italia    |
| VIII | 2000 | Cádiz · ( España)            | Alessandra Sensini · Italia | Faustine Merret Francia        | Anna Gałecka · Polonia         |
| IX   | 2001 | Marsella ( Francia)          | Alessandra Sensini · Italia | Lise Vidal Francia             | Eugénie Raffin Francia         |
| X    | 2002 | Neusiedl am See · ( Austria) | Alessandra Sensini · Italia | Natasha Sturges Reino Unido    | Lise Vidal Francia             |
| XI   | 2003 | Palermo · ( Italia)          | Alessandra Sensini · Italia | Faustine Merret Francia        | Lise Vidal Francia             |
| XII  | 2004 | Sopot · ( Polonia)           | Lise Vidal Francia          | Blanca Manchón · España        | Faustine Merret Francia        |
| XIII | 2005 | Palermo · ( Italia)          | Blanca Manchón · España     | Amelie Lux · Alemania          | Flavia Tartaglini · Italia     |
| XIV  | 2006 | Palermo · ( Italia)          | Anastasía Davru · Grecia    | Sivan Davidovich Israel        | María Papadaki · Grecia        |

## Medallero histórico
- Actualizado a Shenzhen 2006

| Núm. | País           | Oro | Plata | Bronce | Total |
| ---- | -------------- | --- | ----- | ------ | ----- |
| 1    | Francia        | 10  | 10    | 10     | 30    |
| 2    | Italia         | 6   | 2     | 2      | 10    |
| 3    | Israel         | 2   | 5     | 3      | 10    |
| 4    | Polonia        | 2   | 3     | 1      | 6     |
| 5    | Portugal       | 2   | 1     | 1      | 4     |
| 6    | Grecia         | 2   | 0     | 4      | 6     |
| 7    | Hong Kong      | 2   | 0     | 0      | 2     |
| 8    | España         | 1   | 1     | 2      | 4     |
| 9    | Alemania       | 1   | 1     | 0      | 2     |
| 10   | Países Bajos   | 0   | 1     | 1      | 2     |
| 11   | Argentina      | 0   | 1     | 0      | 1     |
| 11   | Chipre         | 0   | 1     | 0      | 1     |
| 11   | Nueva Zelanda  | 0   | 1     | 0      | 1     |
| 11   | Reino Unido    | 0   | 1     | 0      | 1     |
| 15   | Australia      | 0   | 0     | 1      | 1     |
| 15   | Austria        | 0   | 0     | 1      | 1     |
| 15   | Estados Unidos | 0   | 0     | 1      | 1     |
| 15   | Fiyi           | 0   | 0     | 1      | 1     |
|      | TOTAL          | 28  | 28    | 28     | 84    |

1. 1 2 3 4 5 6  Estos campeonatos son abiertos a regatistas de otros continentes.